# Michael Westbrook
Michael Deanailo Westbrook (Detroit, 7 luglio 1972) è un ex giocatore di football americano statunitense che ha militato nel ruolo di wide receiver nella National Football League (NFL).

## Biografia
Al college, Westbrook giocò a football a Colorado, dove fu premiato come All-American. Fu scelto come quarto assoluto nel Draft NFL 1995 dai Washington Redskins. La maggior parte della sua carriera fu segnata dagli infortuni ma, nella prima stagione in cui riuscì a disputare tutte le 16 partite, ricevette 65 passaggi per 1.191 yard e nove touchdown. Rimase coi Redskins fino alla stagione 2000, dopo di che disputò un'ultima annata coi Cincinnati Bengals.

## Palmarès
- All-American - 1994

## Statistiche
| Partite       | 89    |
| Ricezioni     | 285   |
| Yard ricevute | 4.374 |
| Touchdown     | 26    |